# Aquaserge
Aquaserge est un groupe français de rock, originaire de Toulouse, en Haute-Garonne. Formé en 2005, et de forme changeante, il regroupe jusqu'à 8 musiciens. Le nom du groupe vient tout autant de la figure tutélaire de Serge Gainsbourg que du jeu de mots « À quoi sers-je ? ».

## Historique
Aquaserge est formé à Toulouse, et composé de musiciens virtuoses, issus du conservatoire pour certains, et dont le nombre et la qualité changent sans cesse. Le trio fondateur est formé par Julien Gasc, Benjamin Glibert et Julien Barbagallo, qui officiaient sous le nom d'Hyperclean. D'autres musiciens sont venus, certains sont partis. Un temps, une partie du groupe a vécu en communauté, à la campagne, près de Toulouse, là où se trouvait aussi La Mami, sa ferme-studio.
En 2008, Aquaserge fait l'ouverture des concerts de Bertrand Burgalat et d’April March. La même année, le groupe fait la première partie de Stereolab. En 2011, Aquaserge fait une tournée européenne, The 6352 km Nuclear Messe European Tour (France, Belgique, Allemagne, Pologne et République tchèque)
En 2021, le groupe donne une représentation de son spectacle Perdu dans un étui de guitare le 14 mai avec Jeanne Added au Lieu unique à Nantes, diffusé sur YouTube. Il joue Edgard Varèse, György Ligeti et Morton Feldman. Il publie 8 pièces en octobre sous la forme d'un album au titre emprunté à Morton Feldman, The Possibility of a New Work for Aquaserge. Le premier titre, Un grand sommeil noir, est une œuvre de jeunesse d’Edgar Varèse adaptée d’un poème de Verlaine, et sort en clip vidéo réalisé par Karine Pain et Gaëtan Châtaignier. Le quatrième titre, Only, est composé par Morton Feldman sur un texte de Rainer-Maria Rilke. La pièce Nuit altérée (à György Ligeti) donne lieu à un clip vidéo réalisé par Marie Losier.

## Membres

### Membres actuels
- Julien Chamla — batterie
- Sébastien Cirotteau — trompette
- Robin Fincker — saxophone
- Julien Gasc — clavier, chant. Julien Gasc est aussi l'auteur de trois albums solo : Cerf, biche et faon (2000 Records, 2013), Kiss me, you fool ! (Born Bad Records, 2016), et L'Appel de la forêt (Born Bad Records, 2020)
- Audrey Ginestet — basse, chant. Audrey Ginestet est aussi l'autrice d'un album solo : Kawabata Makoto (Acid Mothers Temple, 2000)
- Benjamin Glibert — guitare, chant
- Manon Glibert — clarinette
- Olivier Kelchtermans — saxophone
- Marina Tantanozi — flûtes

### Ancien membre
- Julien Barbagallo — batterie, chant, piano. Julien Barbagallo est aussi l'auteur de trois albums solo : Amor de Lonh (Almost Musique, Mostla Editions, Objet Disque, 2015), Grand chien (Almost Musique, 2016) et Danse dans les ailleurs (Born Bad Records, 2020) -- Il quitte le collectif en 2016.
- Olve Strelow — batterie. Il joue avec le groupe en concert en 2010 (Klangbad Festival, Rock in Opposition : deuxième batterie accompagnant Julien Barbagallo) et en 2011 (The 6352 km Nuclear Messe European Tour). De 2014 à 2017, il joue plusieurs fois avec le groupe pour des concerts choisis en remplacement du batteur principal, y compris lors d'une tournée en Angleterre en 2015[7].